# Bayarque
Bayarque község Spanyolországban, Almería tartományban. Lakosainak száma 224 fő (2024).

## Földrajza
Bayarque Bacares, Serón, Tíjola, Armuña de Almanzora és Sierro községekkel határos.

## Népesség
A település lakosságának változását az alábbi diagram mutatja:
| Lakosok száma | 241  | 246  | 237  | 230  | 229  | 216  | 220  | 215  | 219  | 224  |
|               | 2001 | 2004 | 2006 | 2009 | 2011 | 2014 | 2016 | 2019 | 2021 | 2024 |